# Vincenzo Pellegrino
Vincenzo „Vince“ David Pellegrino (* 1967 in Liverpool, England) ist ein britischer Schauspieler und Synchronsprecher.

## Leben
Pellegrino wurde 1967 in Liverpool geboren. Er studierte an der Manchester Polytechnic School of Theatre und hielt einen Meisterkurs im Bristol Old Vic für den Kurs „Schauspiel auf der Leinwand“. Seit 1994 ist Pellegrino in verschiedenen britischen Film- und Serienproduktionen zu sehen. 1997 hatte er eine Nebenrolle im Blockbuster Das fünfte Element inne. Ab demselben Jahr bis einschließlich 1999 stellte er in 55 Episoden der Fernsehserie Casualty die Rolle des Derek „Sunny“ Sunderland dar. Dieselbe Rolle verkörperte er 1999 in vier Episoden der Fernsehserie Holby City. Von 2000 bis 2001 war er in der Fernsehserie Where the Heart Is in der Rolle des Chris Eckersley zu sehen, den er in 32 Episoden spielte. Wiederkehrende Rollen erhielt er in den Fernsehserien M.I.T.: Murder Investigation Team als Dr. Fergus Gallagher und The Story of Tracy Beaker als Sid. 2013 stellte er im Abenteuerfilm Der Abenteurer – Der Fluch des Midas die Rolle des Grendel dar.
Als Synchronsprecher war er unter anderen in den Computerspielen Assassin’s Creed IV: Black Flag und Assassin’s Creed Unity zu hören. Er unterrichtet außerdem seit mehreren Jahren Schauspiel an der Bristol Old Vic Theatre School, an der University of Bristol und dem Weston College.

## Filmografie (Auswahl)
- 1994: Crocodile Shoes (Miniserie, 6 Episoden)
- 1995: Fünf Freunde (The Famous Five, Fernsehserie, Episode 1x06)
- 1995: Pie in the Sky (Fernsehserie, Episode 3x01)
- 1995; 2002: The Bill (Fernsehserie, 2 Episoden, verschiedene Rollen)
- 1996: Out of the Blue (Fernsehserie, Episode 2x05)
- 1997: Das fünfte Element (Le cinquième élément)
- 1997: Dalziel und Pascoe – Mord in Yorkshire (Dalziel and Pascoe, Fernsehserie, Episode 2x02)
- 1997: Peggy Su!
- 1997–1999: Casualty (Fernsehserie, 55 Episoden)
- 1999: Holby City (Fernsehserie, 4 Episoden)
- 2000–2001: Where the Heart Is (Fernsehserie, 32 Episoden)
- 2002: In Deep (Fernsehserie, 4 Episoden)
- 2003: Merseybeat (Fernsehserie, Episode 3x07)
- 2003: M.I.T.: Murder Investigation Team (Fernsehserie, 8 Episoden)
- 2004: Doctors (Fernsehserie, Episode 5x223)
- 2004: Wild West (Fernsehserie, Episode 2x06)
- 2005: The Story of Tracy Beaker (Fernsehserie, 20 Episoden)
- 2006: If … (Fernsehserie, Episode 3x01)
- 2007: Heartbeat (Fernsehserie, Episode 16x20)
- 2010: Mistresses – Aus Lust und Leidenschaft (Mistresses, Fernsehserie, Episode 3x01)
- 2011: Croutons (Kurzfilm)
- 2013: Der Abenteurer – Der Fluch des Midas (The Adventurer: The Curse of the Midas Box)
- 2014: Memories of Tomorrow (Kurzfilm)
- 2016: Terminal (Kurzfilm)
- 2017: Three Girls – Warum glaubt uns niemand? (Three Girls, Miniserie, Episode 1x03)
- 2021: Pickney (Kurzfilm)

## Synchronisationen (Auswahl)
- 2013: Assassin’s Creed IV: Black Flag (Computerspiel)
- 2014: Assassin’s Creed Unity (Computerspiel)
- 2023: Rach (Kurzfilm)